# Heinz Rudolf Rosemann
Heinz Rudolf Rosemann (* 9. Oktober 1900 in Greifswald; † 19. Juli 1977 in Hilden) war ein deutscher Kunsthistoriker.

## Leben und Wirken
Nach einer Ausbildung zum Diplomingenieur studierte er Kunstgeschichte an den Technischen Hochschulen in Dresden und München und der Universität in München. Er wurde 1924 mit einer Dissertation über die Entwicklungsgeschichte der Hallenkirche promoviert. Nach einer Volontärzeit bei den Staatlichen Museen in München arbeitete er ab 1926 als Wissenschaftlicher Assistent am Kunsthistorischen Institut der Universität ebendort. 1930 habilitierte er bei Wilhelm Pinder in Darmstadt. Seit 1931 war er Stipendiat am Deutschen Kunstgeschichtlichen Institut in Florenz, seit 1934 außerordentlicher Professor an der Technischen Hochschule in Darmstadt. Ebendort wurde er 1936 zum ordentlichen Professor ernannt. 
Rosemann war NSDAP-Mitglied und hielt 1935 im Rahmen einer Universitätsveranstaltung zur „Feier der Reichsgründung“ eine einschlägige Rede zum „Erwachen deutschen Kulturbewußtseins“. Während des Zweiten Weltkrieges wurde er zum Kriegsdienst eingezogen und war als Referent für Kunstschutz mit der Sicherung zerstörter Baudenkmäler in den besetzten Ländern Belgien und Frankreich beauftragt.
1942 wurde Rosemann zum ordentlichen Professor für Kunstgeschichte an der Universität Göttingen ernannt und war als solcher auch Direktor der Kunstsammlung der Universität. Zu seinen Schülern zählten u. a. Erik Forssman, Paul Vogt, Gottfried Kiesow und Heinrich Klotz. 1969 wurde Rosemann emeritiert.
Rosemann wurde 1948 zum Mitglied der Akademie der Wissenschaften Göttingen berufen.
Sein Vater war der Physiologe Rudolf Rosemann (1870–1943), sein älterer Bruder war der Mathematiker Walther Rosemann (1899–1971), sein jüngerer der Physiologe Hans-Ulrich Rosemann (1904–2006).

## Publikationen
- Die Hallenkirche auf germanischem Boden: ein entwicklungsgeschichtlicher Versuch. Dissertation. Stuttgart 1924.
- Die zwei Entwürfe im Regensburger Domschatz. In: Münchner Jahrbuch der bildenden Kunst. NF 1, 1924, S. 230–262.
- mit Josef Ponten: Architektur, die nicht gebaut wurde. Stuttgart 1925.
- Die Architektur der deutschen Renaissance. In: Jahrbuch der Kunstwissenschaft. 1930, S. 205–208.
- Die westfälischen Hallenkirchen in der ersten Hälfte des 13. Jahrhunderts. In: Zeitschrift für Kunstgeschichte. 1, 1932, S. 203–227.
- Friedrich Sustris und das Langhaus von Sankt Michael zu München. In: Zeitschrift für Kunstgeschichte. 1, 1932, S. 300 f.
- Die Bautätigkeit Wilhelms V. (1579–1597) an der Münchner Residenz. In: Zeitschrift für Kunstgeschichte. 1, 1932.
- Ausstrahlungen der Regensburger Domhütte nach dem deutschen Südosten um 1300. Festschrift für Wilhelm Pinder. 1938, S. 182–194.
- Der Westchor des Wormser Domes. Abhandlungen über den Westchor des Wormser Domes. 1942.
- Der Hildesheimer Dom. In: Vorträge der ersten deutschen Kunsthistorikertagung auf Schloß Brühl. 1950, S. 181–185.
- Ausstrahlungen der Pariser Bauhütte im südlichen Niedersachsen. In: Kunstchronik. 7, 1954, S. 284–285.
- mit Oskar Karpa, Erich Herzog: Reclams Kunstführer: Baudenkmäler IV: Niedersachsen. Hansestädte. Schleswig-Holstein. Hessen. Stuttgart 1960.
- Entstehungszeit und Schulzusammenhänge der Regensburger Turmpläne. In: Kunstchronik. 15, 1962, S. 259–261.
- Reclams Kunstführer: Niedersachsen. Hansestädte. Schleswig-Holstein. Stuttgart 1971.